# 誰よりも狙われた男 (映画)
『誰よりも狙われた男』（だれよりもねらわれたおとこ、原題：A Most Wanted Man）は、ジョン・ル・カレが2008年に発表した同名小説を原作にした、2014年公開のスパイ・スリラー映画。
アンドリュー・ボーヴェルが脚本を執筆し、アントン・コービンが監督を務めた。 フィリップ・シーモア・ホフマンが主演し、レイチェル・マクアダムスやウィレム・デフォー、ロビン・ライト、グリゴリー・ドブリギン、Homayoun Ershadi、ダニエル・ブリュール、ニーナ・ホスらと共演した。

## 概要
2014年のサンダンス映画祭[7]でプレミア上映され、第36回モスクワ国際映画祭と第40回ドーヴィル・アメリカ映画祭のメインコンペ部門に出品された。
フィリップ・S・ホフマン出演作の中で、生前に完成し、公開された最後の作品となった。

## あらすじ
ドイツハンブルク 公には知らされていない秘密諜報機関でテロ対策チーム責任者、ギュンター・バッハマンは、そこで暮らす イッサというイスラム教の若者を監視し そこからテロ組織に資金を援助 調達する、テロ組織支援者を調査している。
イッサは父親がイスラム過激派だった為イスラム過激派の容疑をかけられ国際指名手配されていて 他国で何度か逮捕収監され拷問を受けていた。
人権団体の女性弁護士、アナベル・リヒターは イッサを手助けし、 イッサの父が1000万ユーロ以上預金している銀行の頭取トミー・ブルーと接触。彼の経営する銀行から息子であると相続での引き出し許可を取り付ける。
バッハマンの諜報活動は手柄を横取りしようと地元警察やCIA等 他の組織も虎視眈々注視しており それで作戦を ぶち壊しにされまいとバッハマンは警察やCIAと交渉を続けながらテロ支援者の大物を あぶり出していくが・・

## キャスト
※括弧内は日本語吹替。
- ギュンター・バッハマン - フィリップ・シーモア・ホフマン（石住昭彦）
- アナベル・リヒター - レイチェル・マクアダムス（佐古真弓）
- トミー・ブルー - ウィレム・デフォー（大塚芳忠）
- マーサ・サリヴァン - ロビン・ライト（山像かおり）
- Issa Karpov - グリゴリー・ドブリギン（英語版）（金城大和）
- レイラ - Derya Alabora
- マックス - ダニエル・ブリュール（前田一世）
- Irna Frey - ニーナ・ホス（日野由利加）
- ミヒャエル・アクセルロット - ヘルベルト・グレーネマイヤー（西村太佑）
- Erhardt - マルティン・ヴトケ
- Rasheed - Kostja Ullmann
- Dr.ファイサル・アブドゥラ - ホマユン・エルシャディ（山岸治雄）
- ジャマール・アブドラ - Mehdi Dehbi（烏丸祐一）
- ニキ - ヴィッキー・クリープス
- ディーター・モール - ライナー・ボック
- メリク・オクタイ - Tamer Yiğit (actor, born 1974)（ドイツ語版）（櫻井トオル）

## 製作

### 撮影
主要撮影は、2012年9月にドイツのハンブルクで行われた。

## 公開
2013年7月、ライオンズゲート社が本作のアメリカでの配給権を獲得した。2014年4月11日、本作の最初の予告編が公開された。6月30日にはイギリス向けの新しい予告編が明らかになった。2014年7月25日、アメリカでは361館で限定上映され、その後順次拡大公開された。全世界で36,233,517米ドルの興行収入を記録した。

## 評価
レビュー収集サイトのRotten Tomatoesでは、197本のレビューに基づき85%の支持率を獲得し、平均評価は7.3/10となっている。同サイトの批評家のコンセンサスは、「スマートで、繊細で、着実に夢中にさせる『A Most Wanted Man』は、ジョン・ル・カレの小説が刺激が強く思慮深いスリラーになることを再び証明している」と指摘している。Metacriticでは、42人の批評家に基づく加重平均スコアが100点満点中73点で、「おおむね好評」であることを示している。
2014年2月に亡くなる前の最後の主役となったホフマンの演技を、多くの批評家が賞賛した。リチャード・ローパーは本作を近年最高のスパイスリラーのひとつと評し、2014年度のベスト7作品に選出した。ロサンゼルス・タイムズ紙の評論家であるKenneth Turanは本作を「クラッカージャック・スリラー」と表現し、全キャストの演技を称賛したが、特にホフマンの演技を絶賛した。そして、『A Most Wanted Man』について「非常に巧妙に作られてるだけでなく、彼の役が非常に演技力を必要とする役であったので、彼が去るにふさわしい作品になっている」と書き綴っている。